# Åsa Jinder
Åsa Tindra Jinder, tidigare efternamn som gift Jinder Otter, ursprungligen Åsa Inga-Lill Jönsson, född 9 oktober 1963 i Eds församling i Upplands Väsby i Stockholms län, är en svensk riksspelman, nyckelharpist, kompositör, producent, textförfattare, författare och föreläsare. Hon har verkat som artist och turnerat sedan 1979.

## Biografi
Åsa Jinder är dotter till ingenjören, musikern och författaren Curt Einar Jinder och Astrid Edström. Jinder studerade för nyckelharpisten Mats Kuoppala (senare Liljeholm) under två år innan hon 1979 blev Sveriges yngsta riksspelman genom tiderna på nyckelharpa, 15 år gammal. Ett år senare debuterade hon med albumet Åsa Jinder spelar nyckelharpa.
Hon studerade på Vadstena folkhögskola 1982–1983 och Birkagårdens folkhögskola 1983–1984. År 1988 fick hon 5 plus i Aftonbladet av Lasse Anrell för skivan Stilla ro och nära. Samma år spelade hon solo på Nobelfesten.
1995 spelade Jinder i den norska gruppen Secret Garden med den vinnande sången "Nocturne" under Eurovision Song Contest i Dublin. Samma år skrev hon tillsammans med Susanne Alfvengren och Marianne Flynner fotbollslåten "Det är nu!" för Sveriges damlandslag i fotboll inför VM. Hon medverkade även som skådespelare i en liten roll i Bille Augusts filmatisering av Les Misérables (1998). 1999 spelade hon för och fick audiens hos den japanske kejsaren under hans statsbesök i Sverige.
År 2001 sålde Jinder guld- och platinaskiva för Folkmusik på svenska. Skivan sålde 95 000 exemplar. "Av längtan till dig" blev årets låt på Svensktoppen. 2002 fick hon guldskiva för Tro hopp och Kärlek. 2005 blev hon ambassadör för ECPAT.
2010 spelade Jinder rollen som Miss Hanigan i en amatöruppsättning av musikalen Annie på Hälsinglands kulturscen i Alfta, Hälsingland. Sommaren 2011 hade hennes egen musikal Det hände i Hårga urpremiär i Kilafors i Hälsingland, en utomhusteater som spelades från tre scener och där Jinder stod för både manus och musik, regi och produktion samt hade en av huvudrollerna. Året därpå spelades den i Acktjära.
Mellan 2011 och 2014 satt hon i Statens Kulturråd.

### Privatliv
Jinder gifte sig första gången 1985 med polisassistenten Björn Stove (född 1959). De fick 1986 en son och 1988 dottern Josefine, som numera är känd som Little Jinder. Andra gången gifte hon sig 1998 med Jonas Otter (född 1965), från vilken hon skilde sig 2017.

## Diskografi
- 1978 – Åsa Jinder spelar nyckelharpa
- 1982 – Åsa Jinder spelar Lars-Erik Jansson
- 1985 – Åsa Jinder
- 1985 – Skänklåt till Johannes (maxisingel)
- 1986 – Hyllning till livet
- 1988 – Stilla ro och nära (musikalbum)|Stilla ro och nära
- 1989 – Men inom mig log hjärtat
- 1989 – 10 år som riksspelman
- 1990 – Dansa mig en glädje
- 1991 – Stilla jul
- 1993 – Och himmelen därtill
- 1994 – Åsa Jinders bästa
- 1996 – Att ett hjärta kan längta så
- 2001 – Folkmusik på svenska
- 2001 – Pärlor – en samling
- 2002 – Tro, hopp & kärlek: Visor om livet
- 2004 – 25 år som riksspelman
- 2005 – Då rädslan tar farväl
- 2007 – En samling av Åsa Jinder
- 2008 – Nu tändas tusen juleljus
- 2013 – Eldsjäl – en samling
- 2014 – Tröst